# 費爾維尤鎮區 (愛荷華州謝爾比縣)
費爾維尤鎮區（英語：Fairview Township）是位於美國愛荷華州謝爾比縣的一個行政鎮區。

## 地方資料
根據2010年美國人口普查的數據，費爾維尤鎮區的面積為102.15平方千米，當中陸地面積為102.15平方千米，而水域面積為0.00平方千米。當地共有人口255人，而人口密度為每平方千米2.5人。